# Rock em Angola

## Antes da Independência e até à década de 1980
Em Angola, o rock é um género musical que existe neste país africano há alguns anos sensivelmente desde a década de '60 com o surgimento de bandas como os Rocks, Vum Vum, Os Incógnitos, Os Jovens, Os Kríptons, Os Brucutus e muitos outros conjuntos espalhados pela então ex-província de Portugal, Angola.

## Década de 1990
Após a independência, o estilo musical era ainda bem consumido e por essa razão começou um novo movimento no princípio dos anos 90 com as bandas Acromaníacos, Mutantes, Os Quinta-Feira, Ventos do Leste, Anexo, The Cristals,  os Passaros, 1516, Neblina, sendo este último a única banda com dois videoclips gravados e um álbum no mercado em Angola. Mas na actualidade a divulgação e os eventos têm estado a crescer num rítmo inacreditável.

## Década de 200 - presente
Na década de 2010 desponta um das principais grupos de rock de Angola, a banda Café Negro, liderada por Irina Vasconcelos. A fama do grupo rendeu à vocalista o epíteto de "Rainha do Rock".